# Eustaquio de Azara y Perera

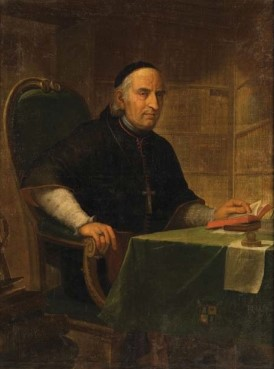
Retrato del obispo de Barcelona Eustaquio Azara por José Flaugier, Museu d'Història de Barcelona

Eustaquio de Azara y Perera (Barbuñales, Huesca, 19 de septiembre de 1727-Barcelona, 24 de junio de 1797) fue un religioso benedictino español, abad del Real Monasterio de San Victorián en Los Molinos, comarca de Sobrarbe, y de San Cugat del Vallés; obispo de 1788 a 1794 de Ibiza, donde fundó el seminario diocesano, y de Barcelona de 1794 a 1797. Fue hermano mayor del diplomático José Nicolás de Azara y del ingeniero militar y naturalista Félix de Azara.

## Biografía
Primogénito de una familia de la baja nobleza con casa solariega en Barbuñales, fueron sus padres Alejandro de Azara y María Parera, padres de otros seis hijos entre los que destacaron en sus empleos civiles, además de los tres citados, Mateo, oidor de la Audiencia de Barcelona, y Lorenzo, catedrático de la Universidad de Huesca. A través de la única hermana, Mariana, emparentó con los Bardají, otra noble familia altoaragonesa. Estudió junto con su hermano José Nicolás filosofía y ambos derechos en la Universidad Sertoriana de Huesca, de la que era catedrático su tío Mamés Azara. En octubre de 1748 ingresó en la orden benedictina en el monasterio de San Victorián en Los Molinos y en 1751 obtuvo el grado de bachiller en Cánones.
La relación de los cargos y dignidades que ocupó en la Orden de San Benito se encuentra en la reseña biográfica que le dedicó Basilio Sebastián Castellanos de Losada en su Panteón biográfico de los ilustres Azaras de Barbuñales: secretario de visita de todos los monasterios de la Corona de Aragón y Navarra, síndico del capítulo general de su congregación celebrado en Graus en 1753 y en el de Barcelona de 1756; párroco del lugar de Los Molinos por su dedicación al confesionario, camarero mayor del monasterio de San Cugat del Vallés al que marchó en 1762, abad luego de los monasterios de Santa María de Amer y Santa María de Rosas, elegido definidor de la congregación en el capítulo general celebrado en 1765 y reelegido para el mismo cargo en 1771; definidor general de la orden por elección realizada en el capítulo general celebrado en Barcelona en 1778 y finalmente presidente de la congregación, elegido por aclamación en el capítulo celebrado en Graus en 1781, el mismo año en que por designación real tomó posesión del cargo de abad del monasterio de San Cugat, donde permaneció hasta su promoción al obispado de Ibiza en 1787.
En Ibiza encontró una gran falta de instrucción general en la población y un notable atraso en las técnicas agropecuarias ante la indolencia de los ibicencos, acostumbrados a hacer «hacer estribar su subsistencia en el sudor de los moros esclavos», por lo que junto a sus tareas pastorales y de acuerdo con el jefe civil de la isla, Manuel Cayetano Soler —futuro secretario de Hacienda—, dedicó tiempo y dinero a dotar de maestros a las escuelas de ambos sexos, hizo llegar a la isla desde la península granos y plantas seleccionados para mejorar los cultivos y fraguas para establecer herrerías en cada población a fin de proporcionar a los agricultores aperos de labranza, fundó un hospicio para pobres de solemnidad y creó el seminario conciliar tridentino, hasta entonces inexistente, para elevar el casi nulo nivel de formación de los sacerdotes.
Dejó la isla en marzo de 1794, al ser designado obispo de Barcelona a donde llegó aquejado ya de severos problemas de salud que le obligaron a designar como obispo auxiliar a su sobrino Pau Sichar. En su nueva diócesis se ocupó también del fomento de la enseñanza en distintos niveles. Redactó un plan de estudios para el colegio de San Pablo de Barcelona; distribuyó su nutrida biblioteca entre diversos monasterios y envió a Roma con cartas de recomendación para su hermano José Nicolás a dos religiosos benedictinos para que se formasen en el estudio de las lenguas orientales, cuyas enseñanzas se habían perdido en Barcelona, creando a su vuelta dos cátedras de tales estudios.
Como hombre de la Ilustración y de convicciones regalistas, las mismas que le llevaron a asumir en Ibiza tareas ajenas a sus funciones pastorales, fue miembro de la Real Sociedad Económica Aragonesa de Amigos del País, desde su creación en 1776, y de la Sociedad Económica de los Amigos del País de Jaca.
Falleció en Barcelona de un ataque de apoplejía la mañana del 24 de junio de 1797. El elogio fúnebre en las exequias celebradas por la Junta de Hospicio de la ciudad, de la que era presidente en razón del cargo, su predicador, el padre maestro fray Juan Izquierdo, lo tituló «amigo de los hombres», en alusión a su desprendimiento y espíritu caritativo.